# Volucella pellucens
Espèce
Volucella pellucens, la volucelle transparente, est une espèce d'insectes diptères de la famille des Syrphidae, très facilement reconnaissable à la partie antérieure de son abdomen, blanc et translucide.

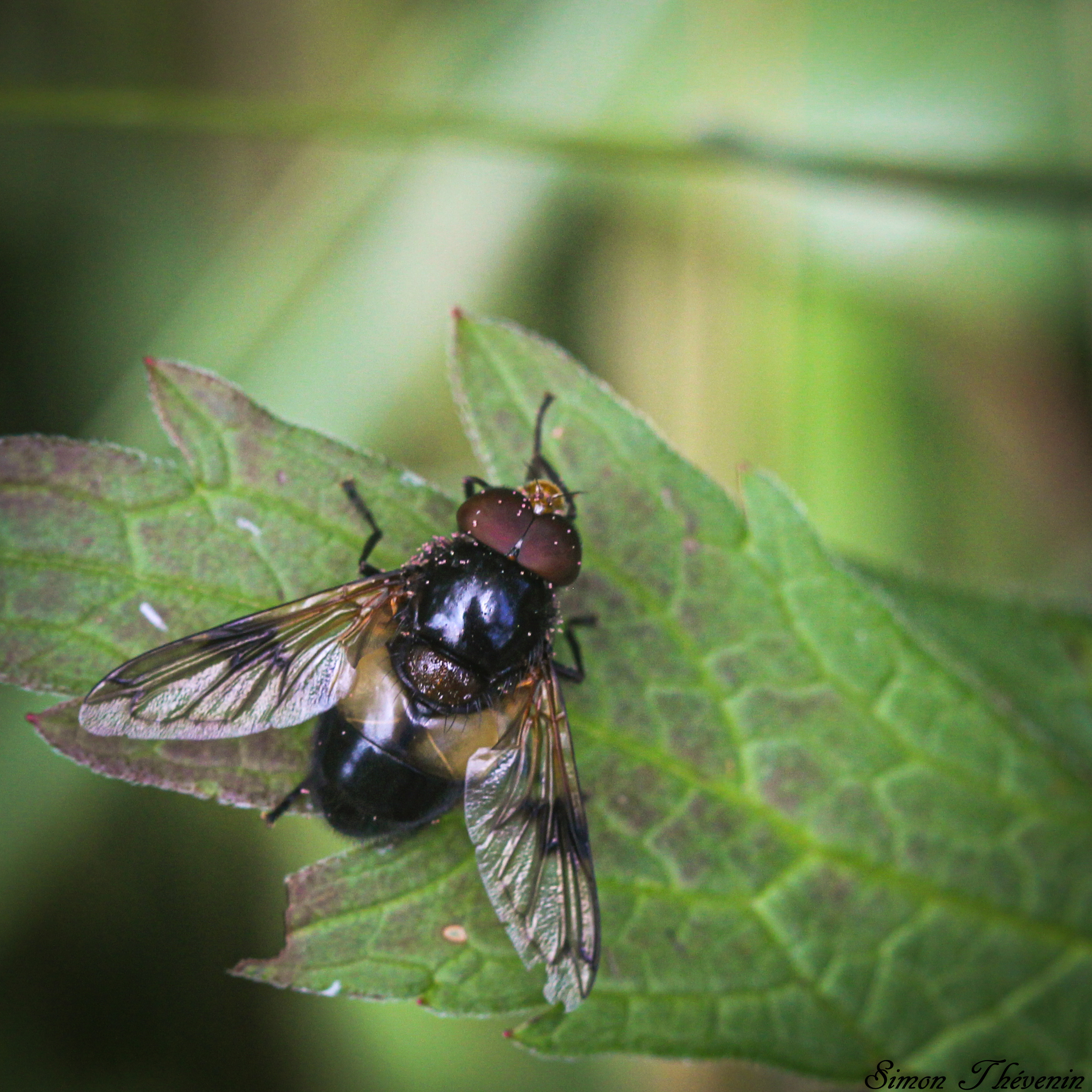
Volucella pellucens mâle

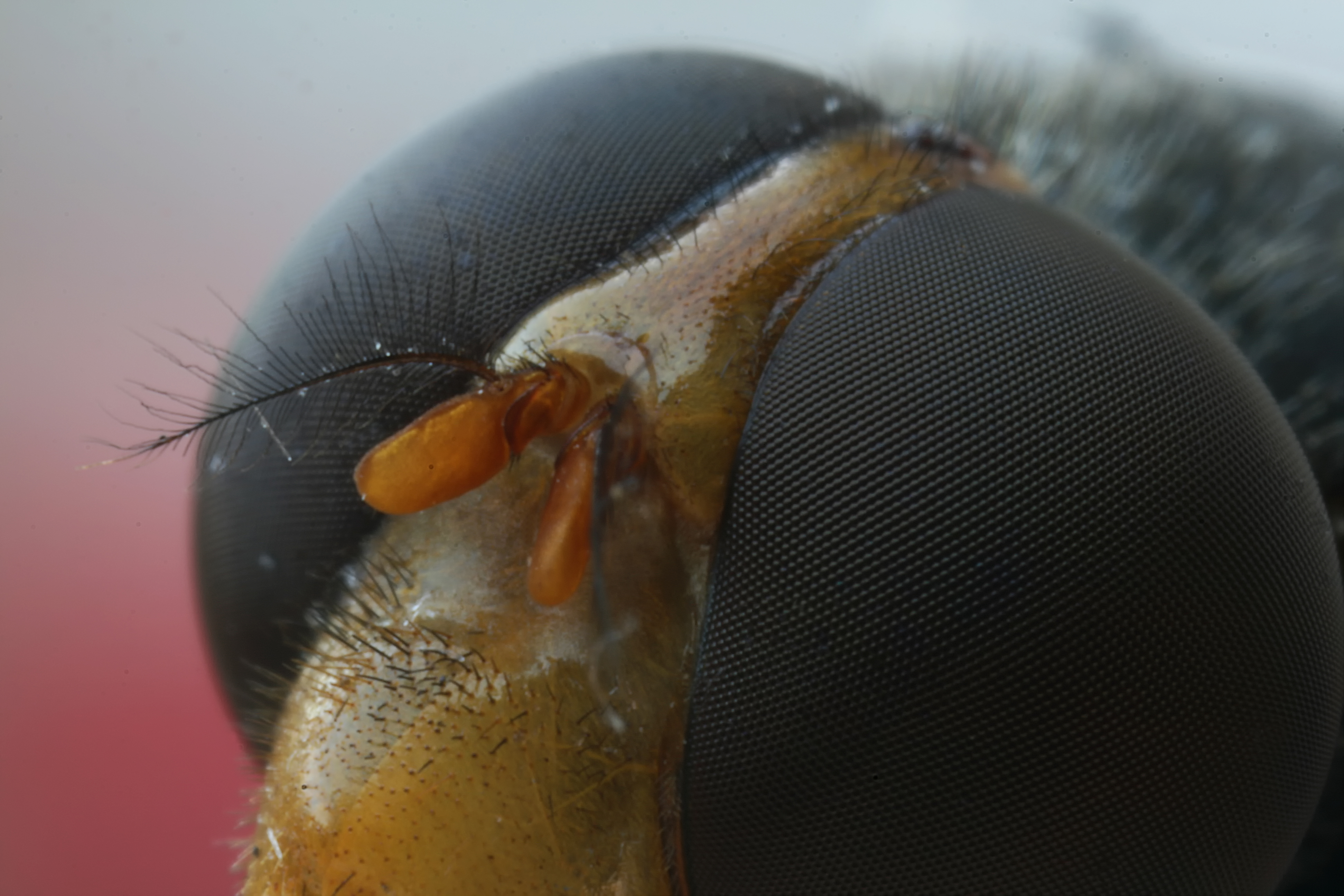
La tête est garnie de grands yeux à facettes et d'organes des sens (poils, petites antennes, probables récepteurs hormonaux...).

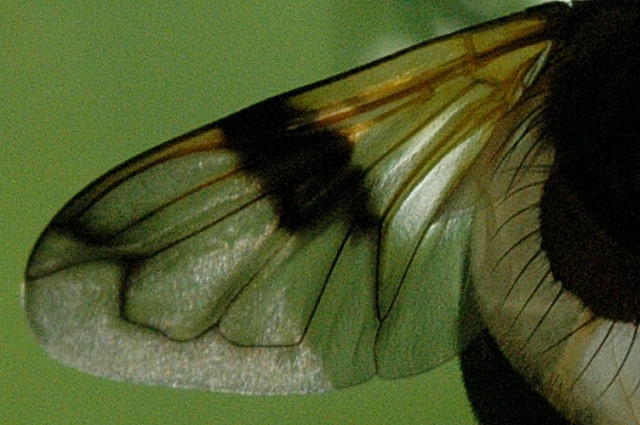
Détail de l'aile et des nervures. Comme tous les syrphidés, cet insecte est particulièrement habile en vol, et notamment capable de voler sur place.

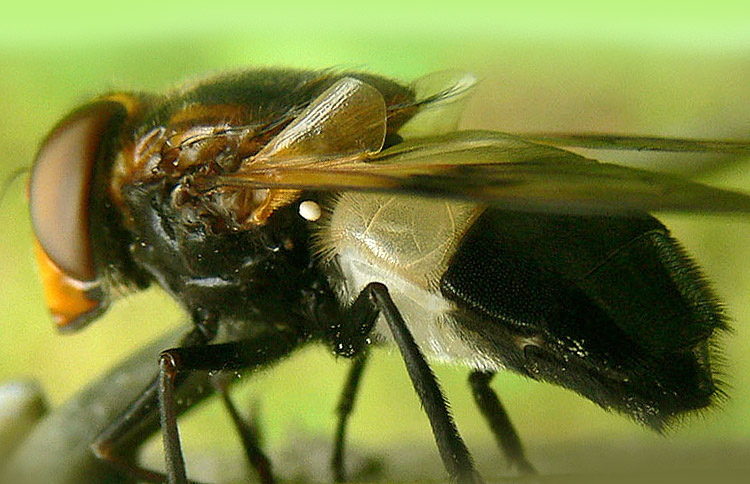
Noter la complexité du système d'équilibrage des ailes, et la cuticule blanche translucide (très rare dans le monde des insectes).

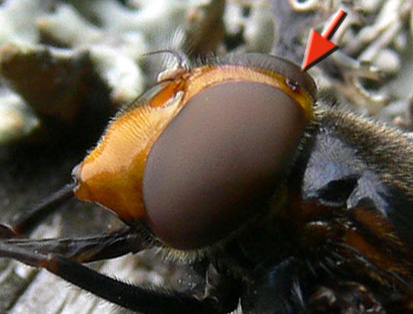
Ocelle sur le dessus de la tête. Noter aussi la dépression sur le côté du thorax, également présente chez d'autres syrphidés (Eristalis tenax ou Baccha elongata).

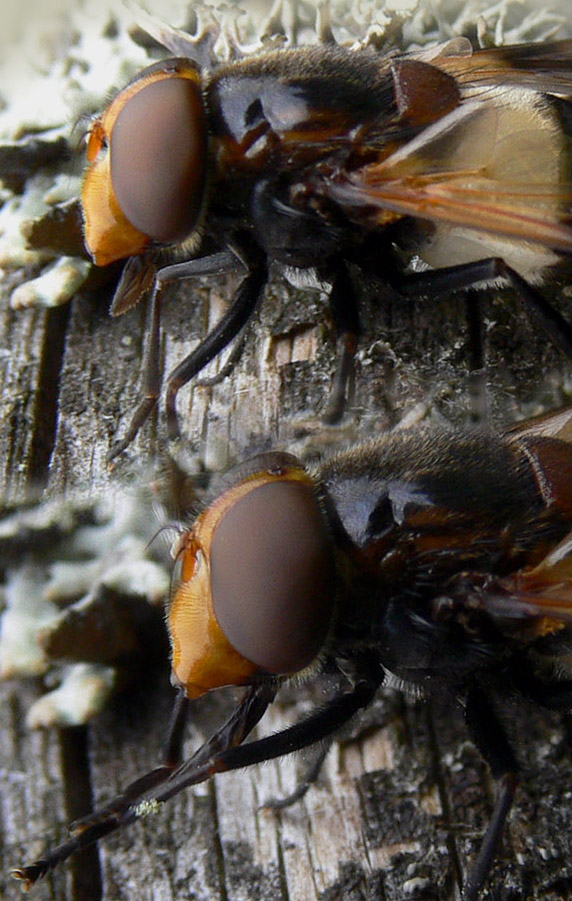
Langue repliée (en haut) et dépliée (en bas).

## Répartition
Hémisphère nord, de l'Europe au Japon en passant par la Sibérie, mais elle peut être rare ou absente localement, les guêpes elles-mêmes s'étant fortement raréfiées dans de nombreuses régions urbaines et d'agriculture intensive.

## Description
Cette espèce de la taille d'une grosse mouche (15-16 mm), possède une large bande blanche translucide sur l'abdomen qui la rend aisément reconnaissable.

Sa tête vue de face est triangulaire (cônique), abritant une longue langue lui permettant de se nourrir du nectar de nombreuses fleurs.

Son scutellum est frangé de poils noirs.

## Habitats
Elle fréquente les écotones de zones boisées, les lisières d'étangs et mares. Elle pratique souvent le vol stationnaire et se voit d'avril à octobre sur les fleurs, notamment de ronces.

## Biologie
Grâce à son corps poilu, elle semble pouvoir contribuer à la pollinisation, bien qu'à moindre degré que les abeilles et les bourdons.

### Reproduction
La femelle de cette espèce trompe les guêpes par des hormones appropriées. Elle pond ses œufs à l'intérieur de nids souterrains de la guêpe commune (Vespula vulgaris) ou de la guêpe dite germanique (Vespula germanica), sur l'extérieur des alvéoles de « papier ».

La larve au sortir de l'œuf perce les cloisons de papier des alvéoles et se développe en ectoparasite d'une larve de guêpe. Plus tard, elle retraverse la paroi de papier et va se nourrir de cadavres de guêpes accumulés dans le fond du nid. Elle hiverne dans le sol et au printemps se métamorphose en pupe. Elle émerge de la pupe, quitte le sol à la recherche de nourriture et d'un partenaire sexuel.